# Kazushi Mitsuhira
Kazushi Mitsuhira (japanisch 三平 和司, Mitsuhira Kazushi; * 13. Januar 1988 in Hadano, Präfektur Kanagawa) ist ein japanischer Fußballspieler.

## Karriere
Kazushi Mitsuhira erlernte das Fußballspielen in der Schulmannschaft der Hadano Minamigaoka High School sowie in der Universitätsmannschaft der Universität Kanagawa. Von Januar 2008 bis November 2009 wurde er von der Universität an Zweitligisten Shonan Bellmare ausgeliehen. Ende 2009 wurde der Club Tabellendritter und stieg in die erste Liga auf. Nach der Ausleihe wurde er von Shonan Anfang 2010 fest verpflichtet. Nach nur einem Jahr in der J1 League musste er mit dem Club Ende 2011 wieder den Weg in die Zweitklassigkeit antreten. Von 2011 bis 2012 wurde er an Ōita Trinita ausgeliehen. Der Verein aus Ōita, einer Hafenstadt in der Präfektur Ōita, spielte ebenfalls in der zweiten Liga. Für Ōita absolvierte er 63 Zweitligaspiele. 2013 unterschrieb er einen Vertrag beim Ligakonkurrenten Kyōto Sanga. Für den Club aus Kyōto spielte er 68-mal in der zweiten Liga. Sein ehemaliger Club Ōita Trinita nahm ihn ab 2015 wieder unter Vertrag. Ende der Saison 2015 musste er mit Ōita in die dritte Liga absteigen. Ein Jahr später wurde er mit Trinita Meister der J3 League und stieg direkt wieder in die zweite Liga auf. 2018 feierte er mit Trinita die Vizemeisterschaft der zeiten Liga und stieg in die erste Liga auf. Nach insgesamt 128 Erst- und Zweitligaspielen wechselte er im Januar 2021 zum Zweitligisten Ventforet Kofu. Am 15. Oktober 2022 stand er mit Kofu im Finale des japanischen Pokals, wo man im Elfmeterschießen den Erstligisten Sanfrecce Hiroshima besiegte.

## Erfolge
Ōita Trinita
- Japanischer Drittligameister: 2016  ▲
- Japanischer Zweitligavizemeister: 2018  ▲

Ventforet Kofu
- Japanischer Pokalsieger: 2022